# Altaír Jarabo
Altaír Jarabo García (Cidade do México, 7 de agosto de 1986) é uma atriz e modelo mexicana mais conhecida por seus papéis como Florencia em Abismo de pasión e Olga em Vencer el desamor.

## Biografia
Jarabo fez sua estréia como atriz em 1993 em El Peñón del Amaranto como Amaranta. Em 2002, apareceu na telenovela Súbete A Mi Moto com Vanessa Acosta e Sandra Echeverría, ambas novelas pela TV Asteca.
Em 2004 sua estreia na Televisa em Inocente de ti, telenovela que gravou em Miami, ao lado de Camila Sodi, Valentino Lanús e Helena Rojo.
Em 2005 participou da novela El amor no tiene precio como Vanessa Monte y Vale.
Em 2006 teve sua grande chance interpretando Afrodita Carvajal, uma das protagonista de Código postal.
Em 2007 integrou o elenco de Lola...Érase una vez!, no mesmo ano esteve na novela En nombre del amor.
Em 2009 interpretou a vilã Lorena em Mi Pecado.
No ano seguinte interpretou a vilã Ilitia Porta na telenovela Llena de amor.
Também interpretou outras vilãs nas novelas Abismo de Pasión, Mentir para vivir e Que te perdone Dios.
Em 2015 integrou o elenco de Pasión y poder.
Em 2018 e 2019, co-protagoniza a telenovela mexicana Por amar sin ley.
Em 2019, grava na Colombia / México a série Manual para Galanes, estreou dia 23/07/2020 pela plataforma streaming Pantaya exclusiva inicialmente para EUA e Porto Rico.
Entre 2020 e 2021 foi Olga Collado, a antagonista principal de Vencer el desamor, segunda telenovela da franquia Vencer de Rosy Ocampo.

## Filmografia

### Televisão
| Ano  | Título                   | Personagem                                                                    | Notas                                                       |
| ---- | ------------------------ | ----------------------------------------------------------------------------- | ----------------------------------------------------------- |
| 1999 | Disney Club              | Apresentadora                                                                 |                                                             |
| 2002 | Súbete a mi moto         | Gabriela Quijano Ortíz                                                        | Co-Protagonista                                             |
| 2003 | Un nuevo amor            | Ximena Iriarte                                                                | Coadjuvante                                                 |
| 2004 | Inocente de ti           | Isela González Amaral                                                         | Co-Protagonista                                             |
| 2005 | El amor no tiene precio  | Vanessa Monte del Valle                                                       | Co-Protagonista                                             |
| 2005 | Código postal            | Afrodite Carvajal                                                             | Protagonista                                                |
| 2007 | Lola... Érase una vez!   | Catherine                                                                     | Participação                                                |
| 2007 | Al diablo con los guapos | Valeria Belmonte Arango                                                       | Antagonista                                                 |
| 2008 | En nombre del amor       | Romina Mondragón Ríos                                                         | Antagonista                                                 |
| 2008 | Ugly Betty               | Carmen                                                                        | Episódio: "Betty's Baby Bump" Episódio: "Burning Questions" |
| 2009 | Ugly Betty               | Carmen                                                                        | Episódio: "In the star"                                     |
| 2009 | Mi pecado                | Lorena Mendizábal                                                             | Antagonista                                                 |
| 2010 | Llena de amor            | Ilitia Porta-López Rivero                                                     | Antagonista                                                 |
| 2012 | Abismo de pasión         | Florencia Landucci Cantú                                                      | Antagonista                                                 |
| 2013 | Mentir para vivir        | Raquel Nesma Muñoz                                                            | Antagonista                                                 |
| 2015 | Que te perdone Dios      | Diana Montero                                                                 | Antagonista                                                 |
| 2015 | Pasión y poder           | Consuelo Martínez de Montenegro                                               | Co-Protagonista                                             |
| 2018 | Por amar sin ley         | Victoria Escalante                                                            | Co-Protagonista                                             |
| 2019 | Médicos, línea de vida   | Victoria Escalante                                                            | Participação Especial                                       |
| 2020 | Manual para Galanes      | Angie                                                                         | série de TV                                                 |
| 2020 | Vencer el desamor        | Olga Collado                                                                  | Antagonista                                                 |
| 2022 | Corazón guerrero         | Carlota Ruiz Montalvo Sandoval / Virginia Sandoval de Ruiz Montalvo           | Antagonista                                                 |
| 2023 | Juego de mentiras        | Camila del Río                                                                | Protagonista                                                |
| 2024 | El amor no tiene receta  | Ginebra Nicoliti Caruso de Barral / de Villa de Cortés / Lucía Manzur Moncada | Antagonista                                                 |
| 2025 | Papás por siempre        | Melina                                                                        | Antagonista                                                 |

### Cinema
- Cómplices (2018) - Vanessa
- A la mala (2015)[6]
- Volando bajo (2014) - Abigail Restrepo-Mares
- Me importas tú y tú (2009) - Adriana

## Teatro
- Manos quietas (2013)[7]
- Los 39 escalones (2010) - Annabella[8]

## Prêmios e Indicações
| Ano  | Festival                   | Categoria                 | Nomeações                | Resultado |
| ---- | -------------------------- | ------------------------- | ------------------------ | --------- |
| 2006 | Prêmios Más que Telenovela | Melhor Atriz Debutante    | Código postal            | Venceu    |
| 2009 | Prêmio TVyNovelas          | Melhor Revelação Femenina | Al diablo con los guapos | Indicada  |
| 2009 | Prêmios Más que Telenovela | Melhor Atriz Debutante    | Al diablo con los guapos | Venceu    |
| 2009 | Prêmio People en Español   | Melhor Vilã               | En nombre del amor       | Indicada  |
| 2009 | Prêmios Más que Telenovela | Melhor Atriz Juvenil      | En nombre del amor       | Indicada  |
| 2010 | Prêmio TVyNovelas          | Melhor Atriz Antagonista  | En nombre del amor       | Indicada  |
| 2010 | Prêmio Diosas de Plata     | Melhor Atriz Revelação    | Me importas tú y tú      | Venceu    |
| 2011 | Prêmio People en Español   | Melhor Atriz Coadjuvante  | Llena de amor            | Indicada  |
| 2011 | Prêmios Más que Telenovela | Melhor Atriz Juvenil      | Llena de amor            | Indicada  |
| 2014 | Prêmio TVyNovelas          | Melhor Atriz Antagonista  | Mentir para vivir        | Indicada  |
| 2019 | Prêmio TVyNovelas          | Melhor atriz co-estelar   | Por amar sin ley         | Indicada  |